# آنریل تورنومنت (بازی ویدئویی لغوشده)
آنریل تورنومنت (به انگلیسی: Unreal Tournament) یک بازی ویدئویی لغوشده در سبک تیراندازی اول شخص بود که توسط اپیک گیمز توسعه یافته بود. آنریل تورنومنت به عنوان نهمین قسمت در مجموعه بازی‌های آنریل به‌شمار می‌رفت که در حال حاضر نسخه آلفای آن از اوت ۲۰۱۴ برای پلت‌فرم‌های لینوکس، مایکروسافت ویندوز، و اواس ده در دسترس است. این بازی از موتور بازی آنریل انجین ۴ بهره می‌برد.